# Волфшлуген
Волфшлуген (њем. Wolfschlugen) општина је у њемачкој савезној држави Баден-Виртемберг. Једно је од 44 општинска средишта округа Еслинген. Према процјени из 2010. у општини је живјело 6.266 становника. Посједује регионалну шифру (AGS) 8116073.

## Географски и демографски подаци
Волфшлуген се налази у савезној држави Баден-Виртемберг у округу Еслинген. Општина се налази на надморској висини од 371 метра. Површина општине износи 7,1 km². У самом мјесту је, према процјени из 2010. године, живјело 6.266 становника. Просјечна густина становништва износи 880 становника/km².